# Алгабас (Толебийский район)
Алгабас (каз. Алғабас) — село в Толебийском районе Туркестанской области Казахстана. Входит в состав сельского округа Биринши. Код КАТО — 515839200.

## Население
В 1999 году население села составляло 1081 человек (530 мужчин и 551 женщина). По данным переписи 2009 года, в селе проживал 1251 человек (612 мужчин и 639 женщин).